# Willem van Chartres
Willem van Chartres of Guillielmus de Carnoto (overleden 1218) was van 1210 tot aan zijn dood de veertiende grootmeester van de Orde van de Tempeliers.
In 1210 assisteerde hij Jan van Brienne bij zijn kroning tot koning van Jeruzalem. Het jaar daarop slechtte hij een conflict tussen Leo I van Armenië en de Tempeliers over het Kasteel van Bagras. Onder zijn leiding groeide ook de macht van de Orde in Spanje, onder andere door het behalen van belangrijke overwinningen op de Moren. Willem stierf in 1218 zeer waarschijnlijk aan de pest, hij werd opgevolgd door Peter de Montaigu.